# Втопимо Мону
«Втопимо Мону» (англ. Drowning Mona) — американська кримінальна комедія 2000 року про смерть жінки, яку ненавиділи усі, хто її знав.

## Сюжет
Мона Дірлі хоче з'їздити в місто на своїй машині, але не може відкрити її. Помітивши, що у неї в руках ключі від машини її сина Джефа, вона відмикає його машину та їде. Але під час руху на великій швидкості вона виявляє, що в машини зовсім відсутні гальма, і, не впоравшись з керуванням, на повороті злітає з високої скелі в річку, миттєво загинувши. Кларенс, що рибалив неподалік, бачив, як це сталося, про що і повідомив в поліцію. Начальник місцевої поліції Ваятт Раш розпочинає розслідування і з'ясовує, що в машині був пробитий бачок з гальмівною рідиною і перерізані гальмівні шлангочки, а смерть Мони не засмучує ні її чоловіка Філа, ні її сина Джефа. Крім них під підозрою опиняється і майбутній зять Раша Боббі Кальцоне.

## В ролях
| Актор            | Роль                |
| ---------------- | ------------------- |
| Денні ДеВіто     | начальник Ваятт Раш |
| Кейсі Аффлек     | Боббі Кальцоне      |
| Нів Кемпбелл     | Еллен «Еллі» Раш    |
| Бетт Мідлер      | Мона Дірлі          |
| Вільям Фіхтнер   | Філ Дірлі           |
| Маркус Томас     | Джеф Дірлі          |
| Джеймі Лі Кертіс | Рона Мейс           |
| Марк Пеллегріно  | Мерф Кальцоне       |
| Кетлін Вілхойт   | Люсінда             |

| Актор             | Роль                    |
| ----------------- | ----------------------- |
| Пітер Добсон      | лейтенант Фіге Грубер   |
| Пол Бен-Віктор    | заступник Тоні Карлуччі |
| Пол Шульц         | заступник Джиммі Ді     |
| Трейсі Волтер     | Кларенс                 |
| Вілл Феррелл      | Каббі                   |
| Мелісса Маккарті  | Ширлі                   |
| Браян Дойл-Мюррей | водій евакуатора        |
| Реймонд О'Коннор  | отець Том               |
| Ліза Ріффель      | Валері Антонеллі        |